# Ляшенко Дмитро Олексійович
Ляшенко Дмитро Олексійович (*27 липня 1971) — географ-картограф, доктор географічних наук, професор кафедри геоінформатики [Архівовано 9 грудня 2021 у Wayback Machine.] Київського національного університету імені Тараса Шевченка.

## Біографія
Народився 27 липня 1971 року в місті Києві. Освіта: У 1990 р. завершив Слов'яносербський сільськогосподарський технікум за спеціальністю — геодезія. В 1995 р. завершив КНУ імені Тараса Шевченка за спеціальністю — картографія. 
Науковий шлях розпочав у 1994 р у Інституті географії Національної академії наук України де брав участь у НДР, «Національний атлас України: розробка та укладання авторського оригіналу Атласу». 04 червня 2008 року нагороджений почесною грамотою Національної академії наук за високий професіоналізм, активну участь у наукових, технічних і організаційних заходах з розробки і упорядкування Національного атласу України та у зв'язку з успішним завершенням державної програми з його підготовки та видання. 02 липня 2008 року присвоєне вчене звання старшого наукового співробітника за спеціальністю 11.00.12 - географічна картографія. З вересня 2012 перейшов на роботу у  Національний транспортний університет, а 22 грудня 2014 року здобув вчене звання доцента кафедри проектування доріг, геодезії та землеустрою. В 2018 р. в КНУ імені Тараса Шевченка захистив дисертацію на тему «Теоретико-методологічні основи картографування міжнародних зв'язків України» д. геогр. н. за спеціальністю 11.00.12 — географічна картографія. 
Сфери наукових інтересів: картографія, геоінформаційні системи і технології, дистанційне зондування Землі, геоекологічний моніторинг природного середовища. Автор та співавтор понад 280 праць та картографічних творів («Національний атлас України. Наукові основи створення та їх реалізація», « Геоінформаційне картографування в Україні. Концептуальні основи і напрями розвитку [Архівовано 9 грудня 2021 у Wayback Machine.]», «Наукові основи картографування міжнародних зв'язків України [Архівовано 13 березня 2022 у Wayback Machine.]», карт «Української екологічної енцикопедії»
Scopus ID:  57224881043 
ResearcherID Web of Science: G-9756-2011 
Orcid  https://orcid.org/0000-0001-5588-0322 